# Геохімія галогенезу
Геохімія галогенезу (рос.геохимия галогенеза, англ. geochemistry of halogenesis) — розділ геохімії, який вивчає процеси міграції хімічних елементів, що призводять до формування родовищ солей.
У процесі галогенезу одні елементи випадають у вигляді солей карбонатів, сульфатів, хлоридів, інші накопичуються у концентрованих розчинах — розсолах. Ці розсоли на різних стадіях концентрації можуть бути похованими і започаткувати седиментаційні води та розсоли, які, у свою чергу можуть розкристалізовуватися, створюючи пласти кам'яної, калійної та ін. солей.